# Sigalion amboinensis
Sigalion amboinensis är en ringmaskart som beskrevs av Grube 1877. Sigalion amboinensis ingår i släktet Sigalion och familjen Sigalionidae. Inga underarter finns listade i Catalogue of Life.